# Temple Ewell
Temple Ewell est une paroisse civile et un village du Kent, en Angleterre.

## Étymologie
Comme Ewell dans le Surrey, le deuxième parti du nom du village est dérivée du vieil anglais ǣwielm qui signifie « source de rivière », dans ce cas, la Dour. Le préfixe, ajouté pour le distinguer, ne se réfère pas à un édifice réligieux mais aux Templiers, qui possédaient des biens ici.